# Holzgünz
Holzgünz är en kommun och ort i Landkreis Unterallgäu i Regierungsbezirk Schwaben i förbundslandet Bayern i Tyskland.
Kommunen ingår i kommunalförbundet Memmingerberg tillsammans med kommunerna Benningen, Lachen, Memmingerberg, Trunkelsberg och Ungerhausen.